# Џин Сернан
Јуџин Ендру Сернан (енгл. Eugene Andrew Cernan; Белвуд, 14. март 1934 — Хјустон, 16. јануар 2017) био је капетан Америчке ратне морнарице, инжењер електротехнике, аеронаутике, ловачки пилот и астронаут агенције НАСА. Он је последњи човек који је ходао по Месецу. У свемир је летео три пута: као пилот мисије Џемини 9А у јуну 1966. године, као пилот лунарног модула мисије Аполо 10 у мају 1969. године и као командант мисије Аполо 17 у децембру 1972. године—последњег слетања на Месец у склопу пројекта Аполо. У свемиру је провео 23 дана.
Један је од 24 човека који су путовали на Месец и један од тек тројице који су путовали на Месец двапут. Током мисије Аполо 17, Сернан је постао једанаести човек који је ходао површином Месеца, а на крају мисије и последњи човек који је ходао Месецом, јер је он последњи ушао у лунарни модул Чаленџер по завршетку треће и последње шетње свемиром ове мисије. Сернан је такође био члан резервне посаде мисија Џемини 12, Аполо 7 и Аполо 14.

## Детињство и каријера пре агенције НАСА
Јуџин Сернан рођен је 14. марта 1934. године у околини Чикага, савезна држава Илиноис. Његов отац Ендру Џорџ Сернан (1904—1967) био је Словак, а мајка Роуз (рођена Цихлар; 1898—1991) Чехиња. Одрастао је у градовима Белвуд и Мејвуд. У младости је био члан Младих извиђача САД и имао је чин Second Class Scout. Средњу школу завршио је 1952. године, а факултетску диплому из електротехнике стекао је 1956. године на Универзитету Пердју, који је завршио годину дана раније и Нил Армстронг. Почео је да ради за Америчку морнарицу, где је касније постао и пилот. Мастер рад одбранио је 1963. године са темом у области аеронаутичке технике на Морнаричкој постдипломској школи.
Током пилотске каријере акумулирао је преко 5.000 сати лета, од чега преко 4.800 сати на летелицама погоњеним млазним мотором, и успешно је спровео преко 200 слетања на палубу носача авиона.

## Каријера у агенцији НАСА
Сернан је изабран за астронаута агенције НАСА у октобру 1963. године за учешће у мисијама прјеката Џемини и Аполо.
Прво је био постављен за резервног пилота мисије Џемини 9, али када су чланови примарне посаде Елиот Си и Чарли Басет погинули у паду авиона Т-38А (који агенција НАСА користи за тренирање својих астронаута) 28. фебруара 1966. године, резервна посада унапређена је у примарну. Мисија је преименована у Џемини 9А и од самог почетка наишла је на проблеме; летелица која је требало да послужи као мета са којом би се Џемини 9А спојио у орбити је експодирала, а летелици која је лансирана као замена се није одвојио заштитни омотач. Због тога је Сернан морао да обуче свемирско одело и изађе у отворени свемир, што је била друга америчка шетња свемиром (и тек трећа у историји), али одело је почело да се прегрева и Сернаново срце је почело доста убрзано да куца. На срећу, шетња је завршена без последица, а Сернан је успешно уклонио заштитни омотач. Након тога, успешно су се спојили са летелицом, а све као припрему за спајање које ће касније бити обављено током мисије Аполо 10.
Сернан је за сада један од само три човека који су путовали на Месец два пута (друга двојица су астронаути Џим Лавел и Џон Јанг). Поред тога, Сернан је један од само дванаесторице људи који су ногом крочили на Месец, као и једини човек који се ка површини Месеца упутио два пута—први пут, у склопу мисије Аполо 10, није слетео, али је лунарним лендером кренуо ка површини. Командни модул мисије Аполо 10, у склопу које је Сернан био пилот лунарног модула, држи рекорд по брзини коју је достигла било која свемирска летелица—39.897 km/h (11,08 km/s), при повратку из Месечеве орбите ка Земљи 26. маја 1969. године.
Током мисије Аполо 17, Сернан и његов колега астронаут Харисон Шмит спровели су три изласка на површину Месеца (шетње свемиром), у укупном трајању од око 22 сата. Само током прве шетње, Сернан и Шмит провели су на Месечевој површини три пута више времена него што су Нил Армстронг и Баз Олдрин провели током свог изласка из лунарног модула мисије Аполо 11. За то време су користећи Лунарни ровер превалили преко 35 km по џомбастој површини Месеца, а велики део времена посветили су и прикупљању геолошких узорака (стена, прашине и другог материјала) који ће бити анализирани на Земљи како би се што више научило о геолошкој историји Земљиног природног сателита. Током повратка ка лунарном модулу, Сернан је управљао ровером и том приликом је забележена његова брзина од 18,0 km/h, чиме је поставио незванични копнени рекорд у брзини по површини Месеца.
Док се спремао да се успне уз мердевине лунарног модула, Сернан је изговорио следеће речи, које су тренутно последње речи једног човека на Месечевој површини: „Бобе, овде Џин, ја сам на површини; и, док дижем последњи корак човека са површине, идући кући на неко време—али ми се надамо на не тако дуго—желео бих само да кажем шта мислим да ће остати записано у историји. Да је амерички изазов данашњице сковао човекову историју у будућности. И, док напуштамо Месец код места Taurus–Littrow, одлазимо онако како смо и дошли и како ћемо се, уз Божју помоћ, једног дана и вратити, са миром и надом за цело човечанство. Срећно посади Апола 17.“
Сернан је имао прилику да шета по површини Месеца осам месеци раније као пилот лунарног модула мисије Аполо 16, али је он ову понуду одбио, јер је желео да командује својом мисијом (ова одлука умало га је коштала ходања по Месецу, јер је постављен за команданта мисије Аполо 17, последње мисије пројекта Аполо). Јавно је критиковао агенцију НАСА јер је одлучила да на Месец први пут пошаље научника—Шмита—што је значило да Џо Енгл, који је првобитно био постављен за пилота лунарног модула мисије, неће имати прилику да крочи на површину Месеца. Међутим, Сернан је касније изјавио да се Шмит показао као способан пилот лунарног модула. Сернан је такође био резервни командант мисије Аполо 14, и члан резервне посаде мисија Џемини 12 и Аполо 7.
- Apollo 17 mission (1972), Eugene Cernan: "The last man on the moon" – кратак видео о мисији Аполо 17, доступан на сајту Јутјуб.
- Lunar Geology Station 6 ..... Apollo 17 – скупљање геолошких узорака током треће EVA мисије Аполо 17 (Јутјуб).

## Каријера после агенције НАСА
Сернан се 1. јула 1976. године пензионисао из агенције НАСА, као и Америчке ратне морнарице са чином капетана после 20 година службе, и почео да се бави приватним бизнисом.
Сернан и Нил Армстронг су, 13. маја 2010. године, сведочили пред Конгресом против одлуке председника Барака Обаме да откаже програм Constellation, започет од стране претходног председника Џорџа Буша са намером да се људи поново врате на Месец, а касније и да путују на Марс. Иначе, овај пројекат није имао довољну потпору буџета и није био одржив, тако да је 2009. године од стране комисије предложено да се он угаси. Сернан је члан неколико кућа славних и носилац бројних друштвених признања, цивилних и војних одликовања.

## Смрт
Сернан је преминуо у 83. години живота, 16. јануара 2017. године, у болници у Хјустону. Женио се двапут, а иза себе је оставио супругу и кћи из првог брака. Сахрањен је на Државном гробљу Тексас.

## Галерија
- Сернан као астронаут НАСА, 1964. године
- Сернан у Џемини оделу, 1966. године
- Сернан током мисије Џемини 9А, 1966. године
- Сернан у Аполо оделу, 1969. године
- Сернан са играчком Снупија на прес-конференцији поводом лета Аполо 10, 1969. године
- Сернан током геолошког тренинга у Великом Садберију, 1972. године
- Сернан у ЛМ-у након треће EVA мисије Аполо 17, 1972. године
- Сернаново Аполо одело изложено у музеју у Вашингтону
- Сернан у фебруару 2009. године
- Сернан на комеморацији поводом смрти Нила Армстронга, септембар 2012. године
- Потпис Џина Сернана